# Zach Galifianakis
Zachary Knight Galifianakis (ur. 1 października 1969 w Wilkesboro) – amerykański aktor, reżyser i komik.

## Życiorys
Urodził się w Wilkesboro w Karolinie Północnej jako syn Mary Frances (z domu Cashion) i Harry’ego Galifianakisa. Jego dziadkowie ze strony ojca wyemigrowali z Krety. Jego matka jest potomkiem Szkotów i Irlandczyków. Jego matka pracowała w domu kultury, a jej ojciec był sprzedawcą ropy do grzejników. Ma dwóch braci: młodszego, Merritta i starszego, Grega. Zach został ochrzczony w greckim kościele prawosławnym zgodnie z religią swojego ojca. Uczęszczał do Central High School w Wilkes, a następnie studiował, ale nie ukończył North Carolina State University.
Za rolę Alana Garnera w komedii Kac Vegas (The Hangover, 2009) i jako Ethan Tremblay/Ethan Chase w komedii Zanim odejdą wody (Due Date, 2010) otrzymał MTV Movie Award.

## Życie prywatne
Jest żonaty z Quinn Lundberg, z którą ma dwoje dzieci.

## Filmografia

### Aktor
- Apt. 2F (1997) jako Zach
- Flushed (1999) jako Patetyczny facet
- Afera poniżej zera (Out Cold, 2001) jako Luke
- Corky Romano (2001) jako Dexter, haker komputerowy
- Balonowy chłopak (Bubble Boy, 2001) jako mężczyzna na przystanku autobusowym
- Wielki podryw (Heartbreakers, 2001) jako Bill
- Ciśnienie (Below, 2002) jako Wallace
- Stella Shorts 1998-2002 (2002) jako Santa
- Prawdziwe powołanie (Tru Calling) (2003–2005) jako Davis
- Reno 911! (Reno 911, 2003) jako Frisbee (gościnnie)
- Zach & Avery of Fergus (2004) jako Bezdomny
- Last Laugh '04 (2004) jako Jesus
- Cheap Seats (2005) jako Ivan Zweig (gościnnie)
- The Pity Card (2006) jako Zach
- Łowcy faktów (Dog Bites Man, 2006)
- Wszystko za życie (2007) jako Kevin
- Visioneers (2007) jako George
- Kac Vegas (2009) jako Alan
- Załoga G (2009) jako Ben
- Operation: Endgame (2010) jako Pustelnik
- Zanim odejdą wody (2010) jako Ethan
- Całkiem zabawna historia (2010) jako Bobby
- Kac Vegas w Bangkoku (2011) jako Alan
- Wyborcze jaja (The Campaign, 2012) jako kongresmen Marty Huggins
- Kac Vegas III (2013) jako Alan
- Are You Here (2013) jako Ben Beker
- Szpiedzy z sąsiedztwa (Keeping Up with the Joneses, 2016) jako Jeff Gaffney
- Asy bez kasy (Masterminds, 2016) jako David

### Reżyser
- The Comedians of Comedy (2005)
- Łowcy faktów (Dog Bites Man, 2006)